# Eup (divisão administrativa)
Um eup ou ŭp é uma unidade administrativa existente na Coreia do Norte e Coreia do Sul, equivalente a uma vila.

## Na Coreia do Sul
Juntamente com o "myeon", um "eup" é uma das divisões de um condado ("gun"), e de algumas cidades ("si") com uma população menor que 500.000 habitantes. A principal vila ou vilas em um condado—ou a vila secundária ou vilas dentro do território de uma cidade—são designadas como "eup"s. As vilas são subdivididas em aldeias ("ri"). Para constituir um eup, a população mínima requerida é 20.000 habitantes.